# Universidade de Urbino

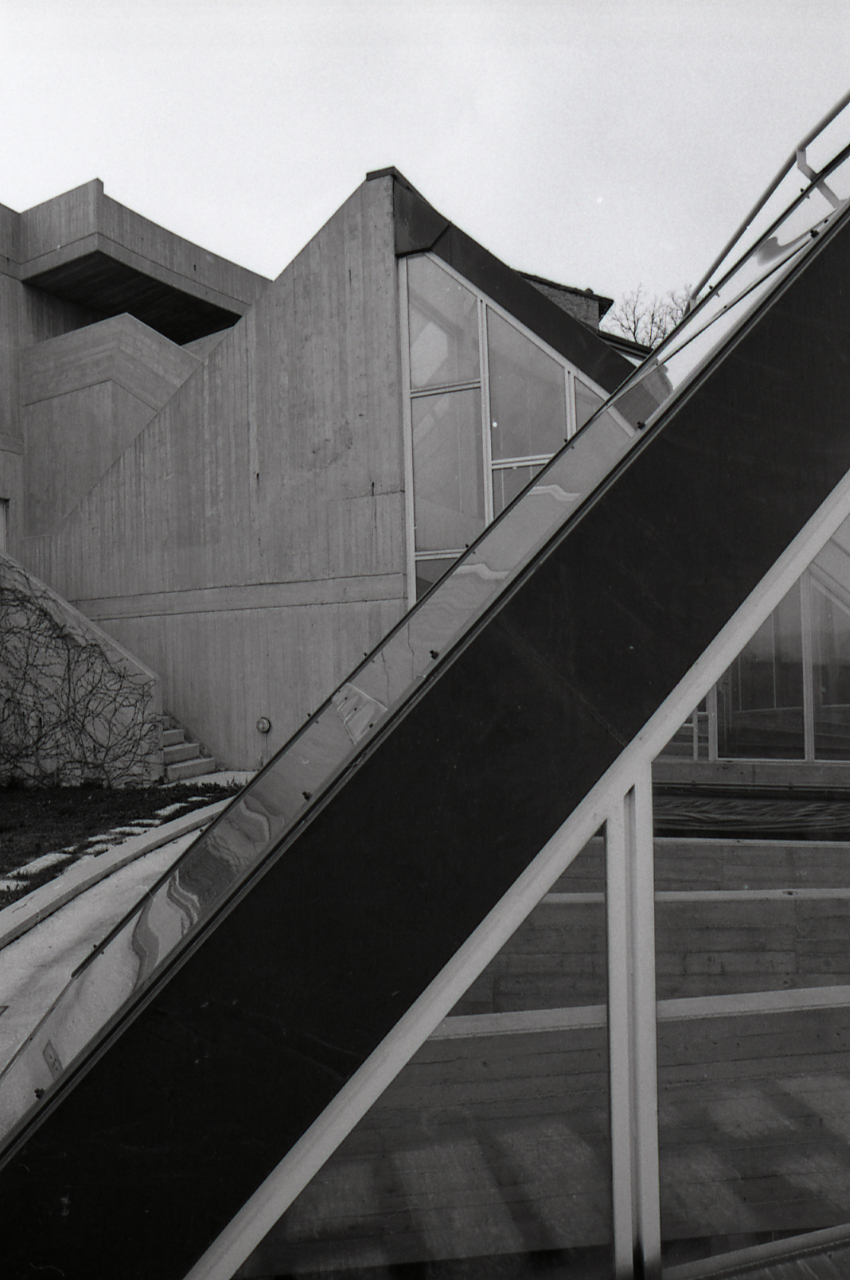
Faculdade de Ciências da Educação da Universidade de Urbino de Giancarlo de Carlo. Foto de Paolo Monti, 1982.

A Universidade de Urbino "Carlo Bo" (em italiano, Università degli Studi di Urbino "Carlo Bo", UNIURB) é uma instituição de ensino superior localizada em Urbino, uma cidade da Renascença na região de Marcas. A universidade foi fundada em 1671, embora remonte a 1507. Depois de 2001, ela passou a portar o nome de Carlo Bo, reitor durante cerca de 50 anos.

## Ligação externa
- Página oficial